# L-Inħawi tar-Ramla
L-Inħawi tar-Ramla este o arie protejată (arie specială de conservare — SAC, sit de importanță comunitară — SCI) din Malta întinsă pe o suprafață de 7,42 ha, integral pe uscat.

## Localizare
Centrul sitului L-Inħawi tar-Ramla este situat la coordonatele 36°03′45″N 14°17′06″E / 36.0625°N 14.285°E.

## Înființare
Situl L-Inħawi tar-Ramla a fost declarat sit de importanță comunitară în aprilie 2004 pentru a proteja 2 specii de animale. Situl a fost protejat și ca arie specială de conservare în decembrie 2016.

## Biodiversitate
Situată în ecoregiunea mediteraneană, aria protejată conține 7 habitate naturale: Vegetație anuală la limita mareei, Faleze cu vegetație de Limonium spp. endemic de pe coastele mediteraneene, Dune mobile cu vegetație embrionară, Dune de pe litoral fixate cu Crucianellion maritimae, Dune cu Euphorbia terracina, Pante stâncoase calcaroase cu vegetație casmofită, Galerii și tufărișuri riverane sudice (Nerio-Tamaricetea și Securinegion tinctoriae).
La baza desemnării sitului se află mai multe specii protejate de  nevertebrate (2): Brachytrupes megacephalus, Pseudoseriscius cameroni.